# Zero Mostel
Zero Mostel, de nom real Samuel Joel Mostel, (Nova York, Estat de Nova York, Estats Units, 28 de febrer de 1915 − Filadèlfia, Pennsilvània, 8 de setembre de 1977) va ser un actor estatunidenc.

## Biografia
Va ser a la llista negra a l'època del maccarthisme.

## Filmografia
- 1943: Du Barry Was a Lady, de Roy Del Ruth
- 1950: Panic in the streets, d'Elia Kazan
- 1951: The Enforcer, de Bretaigne Windust i Raoul Walsh
- 1951: Sirocco, de Curtis Bernhardt
- 1951: The Guy Who Came Back, de Joseph M. Newman
- 1951: The Model and the Marriage Broker, de George Cukor
- 1966: Golfus de Roma (A Funny Thing Happened on the Way to the Forum), de Richard Lester
- 1968: Els productors (The Producers), de Mel Brooks
- 1968: Great Catherine, de Gordon Flemyng
- 1969: El gran robatori (The Great Bank Robbery), de Hy Averback
- 1972: Un diamant molt calent (The Hot Rock), de Peter Yates
- 1974: Rhinocéros, de Tom O'Horgan
- 1975: Journey Into Fear, de Daniel Mann
- 1976: El testaferro (The Front), de Martin Ritt
- 1976: Mastermind, d'Alex March
- 1978: Watership Down, de Martin Rosen (veu)
- 1979: Best Boy, documental

## Premis i nominacions

### Nominacions
- 1969: Globus d'Or al millor actor musical o còmic per Els productors
- 1978: Globus d'Or al millor actor secundari per El testaferro